# Betelepülések és betelepítések Magyarországra

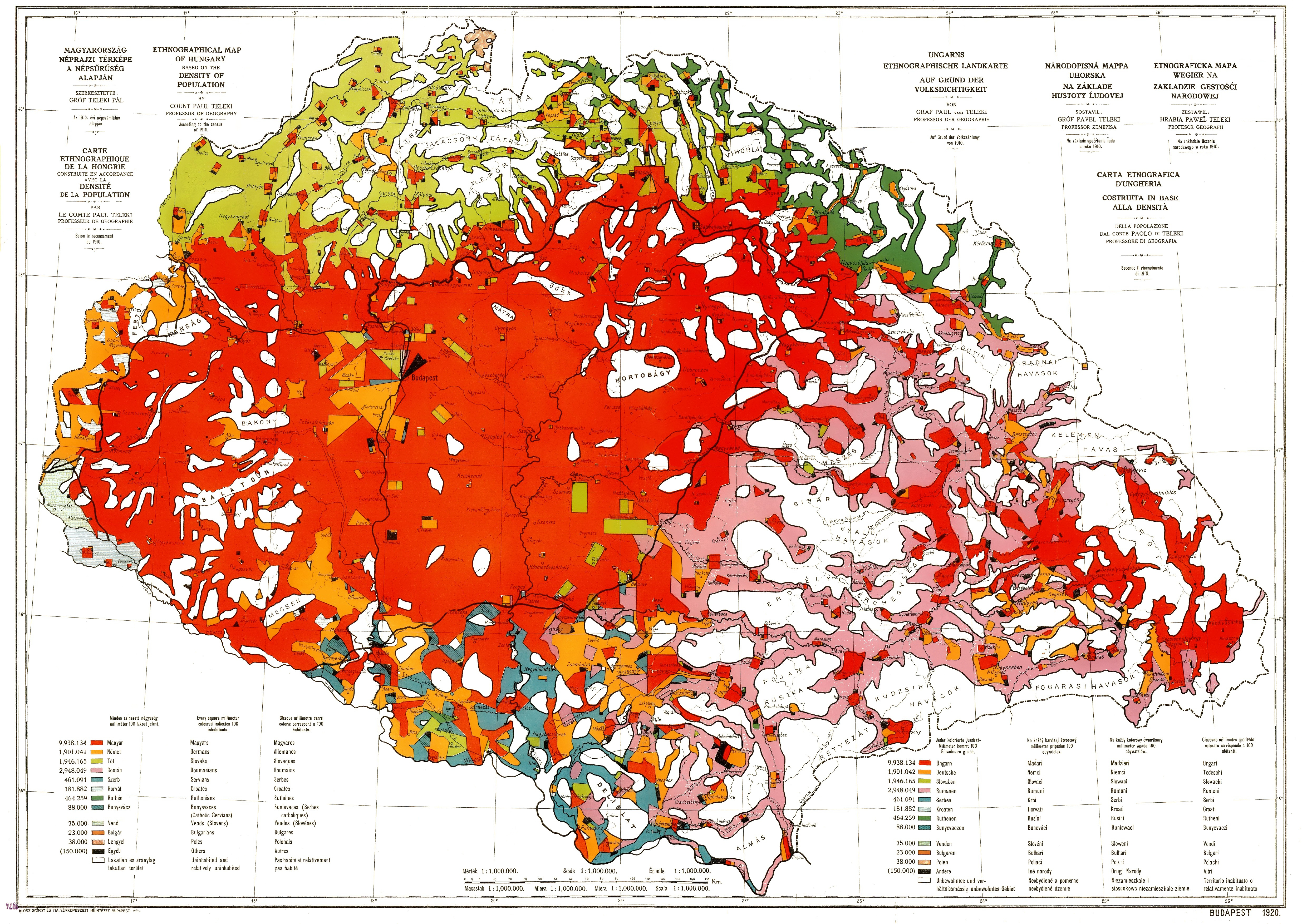
A Magyar Királyság etnográfiai térképe (1910)

A betelepülések és betelepítések Magyarországra és az ennek következtében kialakuló demográfiai változások alakították ki az ország jelenlegi nemzetiségi térszerkezetét. Az ország történelmében különös jelentőséggel bírnak a tatárjárás, a török hódoltság, az évszázados Habsburg-fennhatóság, a világháborúk és következményeik hatásai is, amelyek szintén alapvetően megváltoztatták az ország lakosságának demográfiai és nemzetiségi összetételét, politikai és társadalmi viszonyait. Magyarország demográfiai arculatát újra és újra átrendezték a történelmi léptékű etnográfiai változások, a nem természetes népességfogyást okozó történelmi folyamatok és az ezeket kísérő, illetve ezekhez kapcsolódó betelepítések és betelepülések. A 21. században az új hazájukat keresők nagy száma és az európai migrációs válság politikai folyamatai okozhatják az etnikai változásokat.

## A honfoglalástól a mohácsi vészig

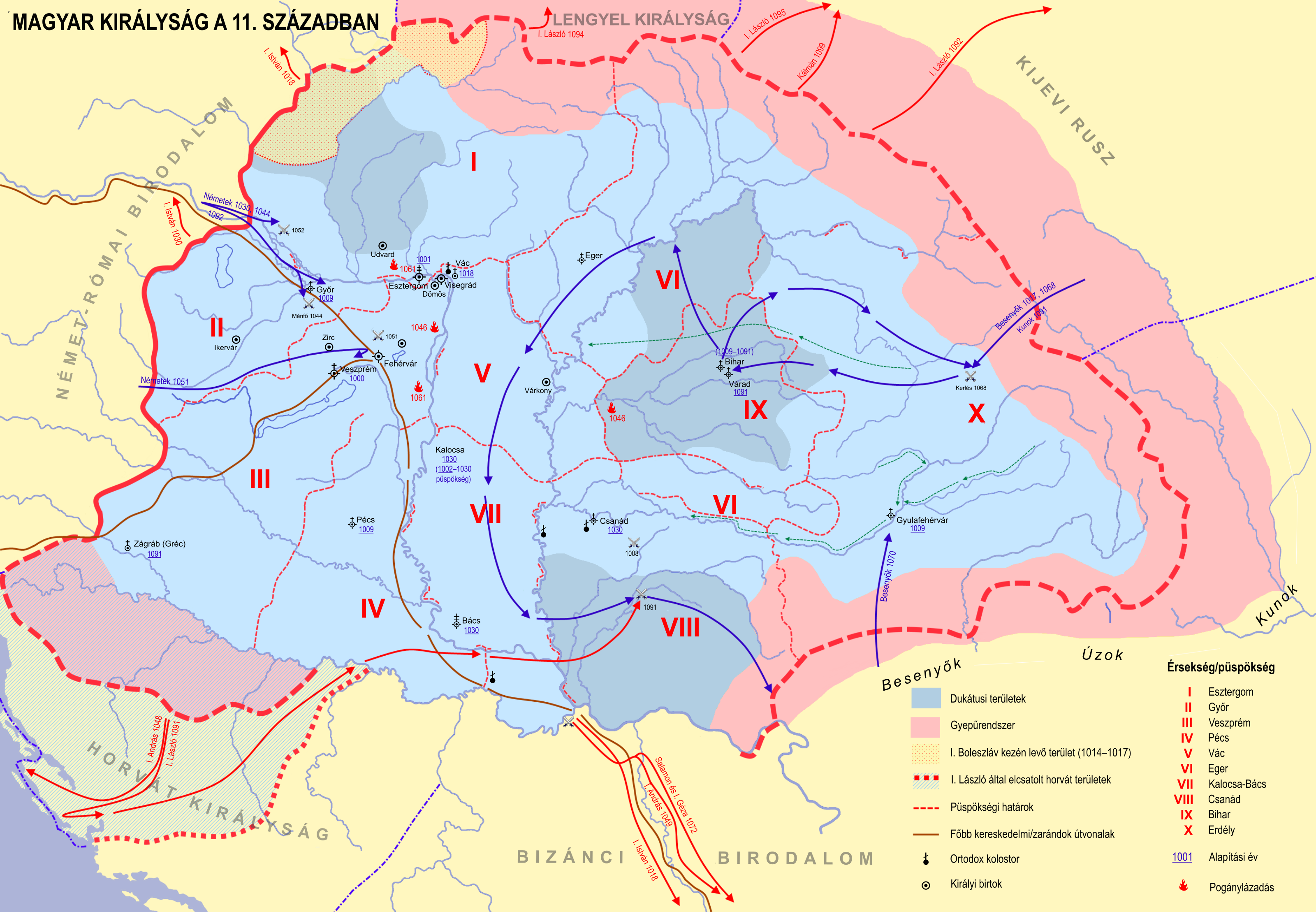
Magyarország a 11. században

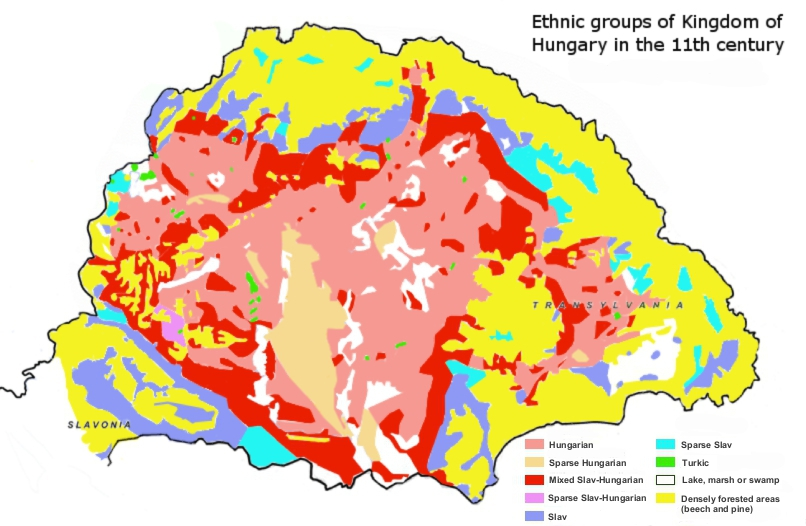
A magyar etnikum elhelyezkedése a 11. században (Kniezsa István és Glaser Lajos)

A honfoglalás után a vízválasztó 955, az augsburgi vereség volt, amely rádöbbentette az akkori magyar vezető réteget, hogy a megmaradás feltétele az Európába való beilleszkedés, és következésképpen a megkeresztelkedés. Géza fejedelem keresztény hittérítőket engedett be az országba, akik elsősorban német és olasz katolikus, illetve bizánci görög és csekély számban szláv papok voltak.
A magyar állam megalapítása, 1000 után, folytatódott a pogány magyarok keresztény hitre való térítése.
Német lovagok, lelkészek, szerzetesek és parasztok érkeztek vendégként (hospesek) az országba.

### Besenyők
A besenyők („besék”) a török nyelv egy változatát beszélték. A magyarok a 9. század folyamán többször háborúztak velük, és Árpád fejedelem az ő nyomásukra vezette a magyarokat az Etelközből a Kárpát-medencébe.
A 10–11. század folyamán a besenyők a kiszorított magyarok helyén, az Etelközben éltek, és háborúskodtak a Bizánci Birodalommal, az óorosz állammal és a Magyar Királysággal is. A 10–12. század folyamán több csoportban telepedtek le Magyarországon, az Etelközben maradtak felmorzsolódtak, vagy beolvadtak más népekbe.
Magyarországra az első besenyők feltehetőleg akkor jöttek, amikor Taksony fejedelem besenyő hercegnőt vett feleségül.
1004-ben megtámadták Magyarországot, de Szent István kiverte őket Erdélyből. Szent István idejében még kétszer támadták meg sikertelenül Erdélyt, utoljára 1021-ben.
Szent István kisebbik legendája szerint hatvan besenyő főúr engedélyt kapott, hogy Magyarországra költözzön. Útközben rablótámadás érte őket, de a király elfogatta, majd felakasztatta a gonosztevőket, a jövevény besenyőket pedig vendégekként befogadta.
Querfurti (Szent) Brúnó 1006 körül egy évig Magyarországon tartózkodott s onnan Galícián át az Etelközbe utazott, hogy a besenyőket a kereszténységnek megnyerje. Mintegy háromezer besenyőt sikerült megkeresztelnie.
1068-ban a besenyők Ozul vezetése alatt a Radnai-hágón betörve, a Szamos völgyén át egészen a Nyírségig nyomultak előre. Salamon király, és Géza (társuralkodó), valamint László hercegek Kerlésnél (Cserhalom) szétverték az országra támadó besenyő csapatokat. Ez volt a Vörösmarty által megénekelt híres cserhalmi ütközet, amelynek főhőse László herceg, később király volt.
A harcok során foglyul ejtett besenyőket az ország különböző vidékein, többnyire királyi uradalmakon telepítették le.
A besenyők uralmát a mai Besszarábiában és Moldvában a XI. század közepén a kunok döntötték meg. A besenyők egy része Erdélybe menekült, ahol a király fegyveres szolgálatába állottak és az ország különböző pontjain telepítették le őket.
Az oklevelek és helynevek alapján elég pontosan meg lehet állapítani, hogy hol telepedtek le besenyők Magyarországon a 11–12. században: a Dunántúlon (a Fertő- és Rába-vidéken), Tolna és Fejér vármegyében a Sárvidéken, a Balaton déli részén és a Duna–Száva-vidéken is találunk elszórt besenyő telepeket; Biharban, a Körös-vidéken és a középső Tisza-vidéken volt még összefüggő besenyő terület.
1122-ben a bizánciak elleni vesztett berrhoéi csata után nagyobb csoportjuk jött Magyarországra és sokan II. István testőrei lettek. A székelyekkel és más segédnépekkel együtt 1116-ban és 1146-ban a királyi haderő elő- és utódvédjeiként harcoltak.
A besenyőknek még a XIII. században is külön ispánjaik és bíráik voltak, s főbírájuk maga a nádor volt. Kiváltságaikról („libertas Bissorum”) az árpási besenyők részére 1222-ben adott szabadalomlevél tájékoztat.
A besenyő ispánság 1352-ben szűnt meg.
A székelyek között Kézdiszentléleken még a XVI. század elején is történik hiteles történeti említés besenyőkről.

### Szászok és a Német Lovagrend
- 1140-ben II. Géza király német telepeseket hívott Erdélybe az erdők kiirtásához és a kun támadások elleni védelemhez (első németajkú letelepítési hullám). A letepülők Közép-Rajna, Mosel, Luxemburg és Alsó-Rajna közötti vidékről és Flandriából származtak. A későbbiekben Magyarországon a szászok néven lettek ismertek, bár Szászországhoz nem volt közük (lásd: Erdélyi szászok!)
- 1211-ben II. András a Barcaságban letelepítette a Szentföldről elűzött Német Lovagrendet. (második német letelepítési hullám).
- 1224-ben II. András a Nagy szabadságlevélben (Andreanum) rendezi az erdélyi szászok jogait a Királyföldön. A kedvezmények: önálló jogrendszer és közügyi igazgatás, adót közvetlenül a királynak fizetnek stb. és hét városba, valamint 250 faluközösségbe szervezi őket. Elkezdődik a szász templomerődök építése.
- 1225-ben függetlenségi törekvések miatt a Német Lovagrendet a király kiűzette Magyarországról.

### Kunok és jászok
A kunok a 13. században a Kárpátok ívének külső részén, Moldvában és Havasalföldön éltek, ahonnan gyakran betörtek Magyarországra.
A tatárok elől menekülő kunokat (kb. 40 000 fő) IV. Béla 1239-ben befogadta, de épp a muhi csatában (1241) nem tudta hasznukat venni, mert a magyar nemességgel kialakult konfliktusuk nyomán (a magyar főurak megölték Kötöny vezért) a kunok a Balkánra vonultak.
A jászok (vagy alánok, de előfordul a filiszteusok megnevezés is) az Etelközben és attól keletre a kunok országának földműves fenntartói és védői voltak. 1116-ban ők védték a támadó oroszok ellen a kunok Don melléki városait. Egyes elméletek szerint ezekből az időkből származik a magyarországi jászok közös jelképe, az úgynevezett Lehel kürtje.
Az első szórványos betelepülésük Magyarországra a kunokkal együtt, a mongolok elől menekülve történt, IV. Béla idején. További betelepülésük fokozatosan zajlott.

### A tatárjárás utáni betelepítések
A tatárjárás által okozott népességveszteségről nem állnak rendelkezésre pontos adatok, becslések szerint az ország összlakosságának 10-15%-a pusztulhatott ki. Az áldozatok nem csak a harci cselekmények, hanem az azok nyomán fellépő éhínség következtében vesztették életüket. A legnagyobb veszteség az alföldi és erdélyi lakosságot (főként magyarokat) érte, míg a Dunántúl magyarságát és Szlavónia szláv lakosságát viszonylag épségben hagyták az átvonuló hadak. A népességveszteség területi sajátosságaiból adódóan indult meg a románok nagyobb arányú betelepülése Erdélybe, illetve történt meg a kunok és jászok letelepítése a pusztasággá vált alföldi területekre (a mai Nagykunság, Kiskunság és Jászság). Az ország újjáépítése szempontjából a legjelentősebb tényezőt mégsem a külső, hanem a belső migráció jelentette, IV. Béla országos telepítési programjának köszönhetően a szétszéledt, védett helyekre menekült lakosság újra letelepedett a korábban feldúlt vidékeken.
A kunok újbóli befogadásával egy időben IV. Béla az erdélyi szászok mellett más németeket is letelepített (harmadik németajkú letelepülési hullám). Ezek Magyarország különböző városaiban, illetve nagyobb tömbben a Szepességben telepedtek le. Az utóbbiak a szepesi szászok, illetve saját elnevezésükkel cipszerek néven váltak ismertté (lásd: Cipszerek!)
Emellett, 1251-ben IV. Béla rendezte a magyarországi zsidók helyzetét is, akiket a pénzügyekben használt fel. Őket is hospeseknek tekintette és számos kiváltságokat adott nekik.
1271-ben V. István király a szepesi szászoknak az Adreanumhoz hasonló szabadságlevelet adományozott.

### A késő Árpád-kor és Anjou-kor konfliktusai
Erdélyben a szász telepesek a magyarokkal és székelyekkel sokszor konfliktusba keveredtek. A gyulafehérvári püspök próbált közvetíteni, nem mindig sikeresen, sőt, ő maga is ellentétbe került a szászokkal, akik 1277. február 21-én (nagyböjt második vasárnapján) megtámadták Gyulafehérvárt, és a templomot, majd a székesegyházat a bemenekült hívekre gyújtották. Monoszlói Péter püspök  1287-1300 között építtette újjá a súlyosan és ismételten megrongálódott székesegyházat.
IV. (Kun) László király kun szokásokat vett fel, kun feleségeket tartott, és emiatt az egyházzal került összeütközésbe. Az egyházi kiközösítés következtében szembefordult a kunokkal. 1280. november 11. előtt IV. (Kun) László hadjáratot vezetett a fellázadt és az országból távozni készülő kunok ellen, majd 1282. március–májusban (más vélemény szerint 1280-ban) a hód-tavi (Csanád vármegye) csatában legyőzte a fellázadt kunokat. Néhány kun összeesküvő 1290. július 10-én meggyilkolta a királyt, akinek holttestét Csanádon temették el.
1312-ben létrejött a Szepesi Szövetség , amelynek célja az erdélyi szászokéhoz hasonló politikai autonómia kivívása volt.
1324-ben volt az erdélyi szászok kudarcba fulladt felkelése a király ellen.

### A románok Erdélyben
1348–49-ben hatalmas pestisjárvány sepert végig az országon, amely helyenként (főleg a nagyobb folyók, a kereskedelmi útvonalak mentén épült településeken) a lakosság felét is kipusztította.
Erdélybe ez után indult meg a románok első nagy betelepedési hulláma.

### Felvidék
A 14. században vált jelentőssé az ország északi, erdős peremvidékének benépesítése, a nyugati területekre nagy tömegben érkeztek cseh és morva, a keleti területekre rutén, a két térség közé pedig lengyel betelepülők.

### Nemzetiségek a 15. században
A 15. század végén Magyarország lakossága 4-4,5 millió, ebből 80-85% magyar nemzetiségű.
1486-ban született Mátyás király szabadságlevele, amely bővíti az Adreanumban biztosított kedvezményeket a szászoknak.

## A mohácsi vésztől 1849-ig
1526. augusztus 29. a vesztes mohácsi csata napja, amely után az ország két részre szakadt. A nyugati részen I. Habsburg Ferdinánd (1526–1564) lett az úr, keleten Szapolyai János uralkodott, de a Királyföld szászai sokáig Ferdinándot ismerték el királynak. 1541-ben elesett Buda vára is, ekkortól az ország középső részén a törökök rendezkedtek be, keleten pedig az Erdélyi Fejedelemség maradt török hűbéres.

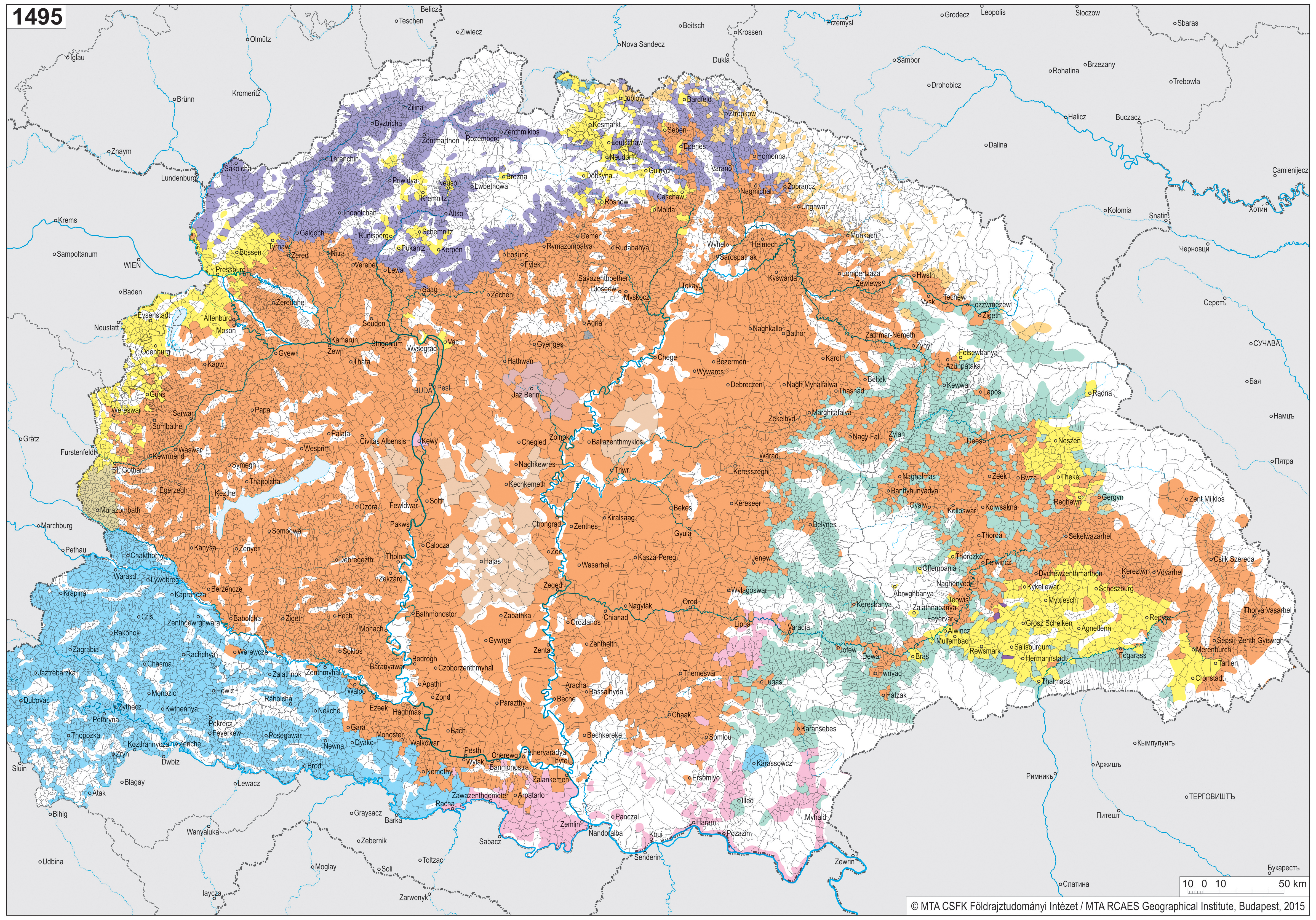
A Magyar Királyság etnikai térképe 1495-ben kutatások alapján (Magyar Tudományos Akadémia), a magyarok narancs színnel vannak jelezve.
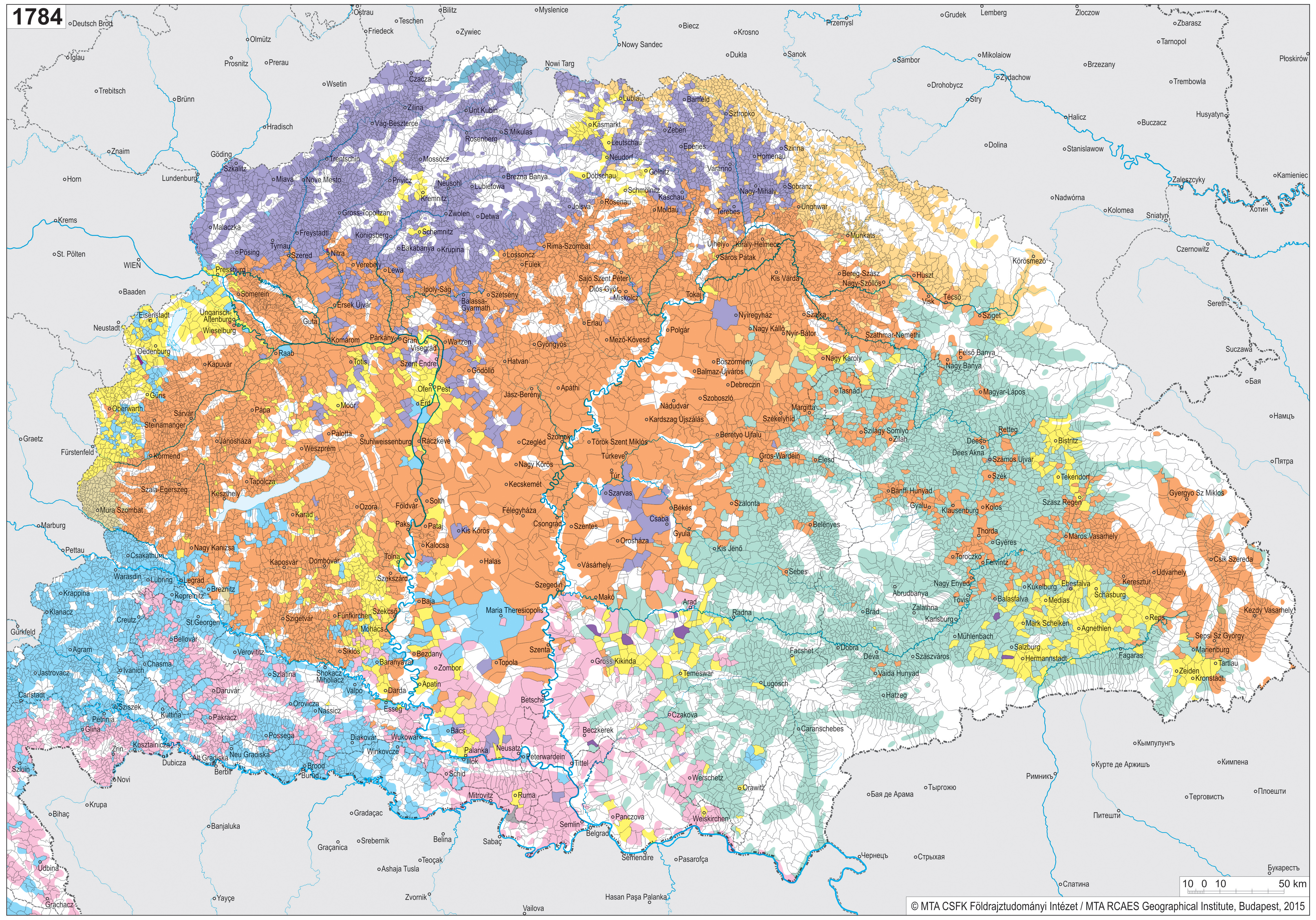
A Magyar Királyság etnikai térképe 1784-ben kutatások alapján (Magyar Tudományos Akadémia), a magyarok narancs színnel vannak jelezve. Az évszázados háborúk és migrációk következtében a Magyar Királyság etnikai arculata megváltozott.

### 1526 és 1686 között
A török hódoltság 160 éve alatt is történtek betelepülések Magyarországra. Nem a török etnikum jelent meg, hanem az ország török kézen lévő részén délszláv telepesek és a török katonaságot kiszolgáló görög és zsidó kereskedők jelentek meg. A közhiedelemmel ellentétben az Oszmán Birodalom által elfoglalt magyarországi várakban és erődökben nem török etnikumú, hanem balkáni délszláv (főként ortodox szerb, illetve muszlim bosnyák) eredetű helyőrségek és katonák biztosították az elfoglalt területek megtartását a szultánok számára.
Erdélyben Bethlen Gábor fejedelem  -  1613–1629 közötti uralkodása folyamán -  fogadott be kevés görög és viszonylag több örmény kereskedőt.[forrás?]

### Buda visszafoglalása (1686) után
A 18. század elejéig Magyarország népessége 3,5 millióra csökkent. Főleg a törökök által uralt vidékek néptelenedtek el. Nem csupán a magyarság lélekszáma apadt a véres oszmán háborúkban, Horvátországban a horvátok számát éppúgy apasztotta ez, s a Dunántúl nyugati határsávjánál őslakos szlovénokét is.
1686. szeptember 2-án sor került Buda visszafoglalására, de a felszabadító harcok még 1699-ig folytak, amelyek során Magyarországot újból feldúlták, sok volt az áldozat.
A törökök teljes kiűzése után, olyan, korábban egyértelműen magyarlakta területekre, mint Pilis, Baranya, Tolna, Bánság, Bácska, Szatmár, ahol az évszázados harcok során kipusztult az őslakos magyar lakosság zöme, nyugati telepeseket (elsősorban dunamenti svábokat) hoztak, a magyar ajkúak letelepedését a Temesköz (Bánság) területén megtiltották.
A Rákóczi-szabadságharc idején az erdélyi szászok végig a Habsburgokat támogatták.
A betelepítések a Rákóczi-szabadságharc leverése után 1712 és 1723 között mindenféle jogi alap nélkül zajlottak. Létezett ugyan az 1687. évi XXVI. törvénycikk a külföldiek befogadásáról Archiválva 2007. október 6-i dátummal a Wayback Machine-ben, akik miután befizették az ezer vert aranyat a nádorispánnak és aláírásukkal tanúsították az eskütételt, a magyar udvari kancelláriától királyi oklevelet kaptak, de ez a jogszabály csak a nemesekre vonatkozott. (Az 1715. évi XXIII. törvénycikk külön rendelkezett arról, hogy az esztergomi érseki kinevezést kapott szász herceg illetékmentességet élvez.)
1689-ben Kollonich Lipót gróf, érsek előterjesztette I. Lipót császárnak (1657–1705) a Magyar Királyság felépítési tervét (Einrichtungswerk). Ez indította el a benépesítést német telepesekkel, akik Dél- és Délnyugat-Németországból érkeztek. A telepítést az Udvari Kamara és a nagybirtokosok végezték.
- 1693: A Fekete-erdőtől délre eső területekről származó sváb telepesek érkeztek Pilisvörösvárra.
- 1694: az Esztergom melletti Dorogra Svábföldről jönnek az első telepesek.
- 1700: Grassalkovich földbirtokos Elzászból hív telepeseket a Dorog melletti Csolnokra.

Hat új német települési terület körvonalazódik ki: Dunántúli-középhegység (Bakony, Vértes, Gerecse, Budai hegyek, Pilis és a Dunazug hegység), Dél-Dunántúl (Tolna, Baranya és Somogy vármegye), Kelet-Magyarország (Szatmár vármegye), Szlavónia és Szerémség, Bácska, Bánság.
1709–1711: Telepítési akció Budára, Pestre és Óbudára valamint a környékbeli falvakba: A telepesek 54-60%-a német és osztrák tartományokból származik.
1712: Károlyi gróf megkezdi telepítési akcióját Felső-Svábföldről (a Bodeni-tó és Duna közötti terület) Szatmár vármegyébe: 31 faluban 2 072 család 10 000-11 000 fővel telepedik le. Van közöttük svájci, frank és bádeni is.
- 1715. évi XXXIV. törvénycikk a kunokról, jászokról és filiszteusokról
- 1718: A Bánság felszabadítása a török megszállás alól. 1778-ig Habsburg katonai közigazgatás, első kormányzója Mercy gróf.
- 1719: Mercy-terv: A Bánság benépesítése német telepesekkel az Udvari Kamara szervezésében. Első fellendülés 1722-ben, falvak létesítése állami pénzekkel, mérnöki tervezés állami előírás szerint. Egy parasztgazdaság nagysága: 24 kh szántó, 6 kh rét, 3 kh legelő, 1 kh háztelek kerttel + sok más kedvezmény.
- 1720: Budának 12 000 lakosa van (47% német, 42% szerb, kevés magyar). A németek betelepítésének folytatása Komárom vármegyébe: Szomor, Süttő.
- 1722: újabb nagy telepítési akció kezdete, a cél Tolna vármegye benépesítése. A telepeseknek legalább 200 forint tőkével kell rendelkezniük, mivel csak földet és házhelyet kapnak. A 18. század folyamán az ún. Sváb-Törökország (Tolna, Baranya és Somogy m.) 61 községébe telepítenek németeket.
- 1723. évi XVIII. törvénycikk a puszták benépesitéséről Archiválva 2007. május 14-i dátummal a Wayback Machine-ben:

Ő legszents. felsége jóságosan meg fogja engedni, hogy bármely szabad embert, hat éven keresztül, minden közadó fizetéstől való mentesség feltétele mellett, az országba hivhassanak, és hogy e szabadságot országszerte kihirdethessék.
- 1723. évi CIII. törvénycikk az ország benépesitéséről Archiválva 2007. május 14-i dátummal a Wayback Machine-ben
- 1723. évi CXVII. törvénycikk különfélenemü kézműveseknek az országba behozataláról Archiválva 2007. november 17-i dátummal a Wayback Machine-ben
- 1729. évi XIX. törvénycikk a zsidók elmozditásáról, úgy a szentgyörgyi végvidékről, mint Dalmát-, Horvát- és Szlavonország egyéb helyeiről Archiválva 2007. november 7-i dátummal a Wayback Machine-ben: „Dalmát-, Horvát- és Szlavonországok karai és rendei, Ő legsz. felségének különös kegyelmét jelenleg is tapasztalván abban, hogy a szentgyörgyi végvidékre nem régen bebocsátott zsidóknak úgy onnan, mint a nevezett országok más helyeiről (ha még valahová belopództak volna) való elmozditását a maga helyén kegyelmesen elrendelni méltóztatott. 1.§. Mely kegyelméért fentisztelt Ő legsz. felségének ugyanazon karok és rendek örökkévaló köszönetet mondanak.”
- 1733–1750: az Esterházyak a Tatai járás 11 falvát telepítik be németekkel a bambergi, würzburgi, mainzi, speyeri, trieri és freiburgi egyházmegyékből.
- 1755: a leányvári (Esztergom vármegye) németek betelepítése.
- 1763–1773: A 2. német betelepítési hullám. A költségeket a Kincstári Kamara fedezi. Kiadások: 200 000 Ft./év, amelynek eredményeként újabb 40 000 német telepes jött Dél-Magyarországra (főleg a Bácskába, Bángságba és Dél-Dunántúlra). Van közöttük szén- és kőbányász valamint vas- és rézműves a Szepességből és Stájerországból.
- 1767: a Tolna vármegyei németek száma kb. 70 000 (13 200 család).
- 1768–1771: a betelepítés csúcspontja: 17 000 telepes jön Lotaringiából, Trier környékéről, Elzászból, a Fekete erdő vidékéről, Badenból, Svábföldről, Tirolból és Svájcból Magyarországra.

A körülbelül 80 éven át zajló állami betelepítéseket Mária Terézia állíttatja le 1773-ban (két-három év után a földbirtokosi telepítéseket is beszüntetik), és ugyancsak ő engedi meg 1778-ban, hogy a Bánság újból magyar fennhatóság alá kerüljön és ott magyarok is letelepedhessenek.
Az 1780-as években Buda-Pest-Óbudának és környékének 55 000 lakosa van, 60-75%-uk német származású.
1782. szeptember 21-én adja ki II. József (1780–1790) az Impopulációs patentet (benépesítési rendelet): a telepítési akció állami pénzelésének újrafelvétele minden telepítési vidéken. A kincstári kiutalás 4 000 000 Ft. (kétszer annyi, mint Mária Terézia idején.) A telepesek bőkezű támogatást kapnak: telek és ház, 2 ökör, 2 ló, 1 tehén, 1 kocsi, eke, borona stb.
- 1782–1787 között zajlik a 3. német betelepítési hullám (ún. Großer Schwabenzug): több mint 7600 német család települ le Magyarországon, ebből 6000 a Bánságban.
- 1785: a klarisszák betelepítik a néptelen Esztergom környéki Kirva falut. 1786 júniusáig 4 csoportban érkeznek a betelepülők, főleg a Felső-Duna környékéről és a Fuldai apátságból. Ekkor telepítik be Németkért is (Tolna vm.), valamint Bercelt (Pest vm.), Bácsalmást (Bács vm.) és Kolost (Nyitra vm.).

A XVIII sz. elejétől a XIX. század elejéig a Szatmár vármegyei Károlyi-birtokokra is jelentős számú német betelepítés zajlik, elsősorban Württembergből. (Vonház I.: A Szatmár-megyei német telepítés)

### A románok második betelepülési hulláma Erdélybe
- Románok betelepülése Erdélybe a XVIII. század folyamán, de főleg 1740 és 1760 között a Kárpátokon túlról:

Az Erdélybe való bevándorlók legnagyobb részét a Havasalföldről és Moldvából érkezők adják, kisebb (legnagyobbrészt visszavándorlás) a Magyarországból (az ekkor külön kormányzat alatt lévő Bánságot is ideértve) Erdélybe irányuló bevándorlás. A két román fejedelemségből való beáramlás sok évtizedes vitakérdésében a bevándorlás egészének méreteit tekintve a becsléseknél tartunk. Jancsó Benedek félmilliós román bevándorlást feltételezett (Magyarországra és Erdélybe együttvéve), Dávid Zoltán (szintén mindkét országra) 350–400 ezres számot tart valószínűnek. Anélkül, hogy most a becslések értékelésével foglalkoznánk, jelezzük röviden azt, amit a történetírás a bevándorlás okairól megállapított: a fanarióta-uralommal súlyosabbá válnak a havasalföldi–moldvai román paraszt terhei, s Erdélyben nagyobb biztonságot, fejlettebb civilizációs feltételeket remél.
Beilleszkedésük nem volt zavartalan. Az
1723. évi LXXXV. törvénycikk Berettyó s más kerületek oláhjainak viszályáról Archiválva 2011. július 19-i dátummal a Wayback Machine-ben szerint:
A váradi püspökség s a Berettyó, Besztercze és Lakság kerületekben lakó, dézsmát fizetni nem akaró oláhok közt fenforgó, s Ő legszentségesebb felségéhez legalázatosabban felterjesztett viszályt fentisztelt Ő királyi felsége a jog és igazság kivánalmához képest kegyelmesen eldöntendi.

### Szlovákok
A török kiűzése után főként az Alföld területeire nagyszámban érkeztek szlovákok is a Felvidékről, valamint a mai Szlovákia területén húzódtak délebbre hogy a törökök kiűzése utáni modern Magyarország területeire húzódó magyarok hajdani településeit feltöltsék. Így kerültek lassan többségbe a mai Nógrád vármegyében, Pest vármegyében, Békés vármegyében, Csongrádban vagy az egykori Bars vármegyében. Meghatározó számban éltek Heves vármegyében, és a mai Borsod-Abaúj-Zemplén vármegye területén is.

### A 18. század népességváltozása
A betelepítések következtében a Magyar Királyság etnikai viszonyai teljesen felborultak. 1787-ben a kb. 9,2 millió lakosból 3,4-3,7 millió magyar (37-40%), … szlovák, 1,1 millió német, … román, 200 ezer zsidó (anyanyelvük jiddis és német).[forrás?] A 18. században összesen 400 ezer német földbirtokos vagy állami hivatal általi betelepítésével számolnak.
1840-ben Magyarország lakossága (Erdély nélkül) 9,94 millió, ebből 43,63% magyar, 16,94% szlovák, 12,22% román és 10,25% német. Erdély 1,7 milliós lakosságából 58,49% román, 28% magyar, és 13,11% német.[forrás?]

## 1849 és 1918 között
Az erdélyi szászok, a románokkal együtt a Habsburgokat támogatták a magyar szabadságharc ellen.
Az 1848–49-es szabadságharc leverése után, a Bach-korszakban, a bécsi kormányzat a megbízhatatlannak tartott magyarok helyére idegeneket ültetett. Ekkor indult meg a német anyanyelvű, ezért a Habsburg törekvéseknek teljes mértékben megfelelő, nevükben is elnémetesedett zsidók tömeges beáramlása Ausztriából és más német területekről, de számosan jöttek Galíciából is.
Az 1867-es kiegyezés után Magyarországon soha nem látott gazdasági fellendülés indult meg. De még előtte, 1866-ban elfogadták a nemzetiségi törvényt, amelynek értelmében Magyarország megígérte az anyanyelvi oktatás bevezetését az iskolákban, tanszékek felállítását az egyetemeken a nemzetiségi nyelvek számára.
Gazdasági fellendülés nyomán a munkaerő-szükségletet a belföldi németekkel, szlovákokkal és zsidókkal pótolták, de toboroztak még német nyelvű szakembereket Ausztriában, az osztrák örökös tartományokban és Németországban is.
A 19. század végén a németek aránya Nyugat-Magyarországon (az Őrségben) 65%, a Dél-Dunántúlon 67%, Bácskában 44%, Temes vármegyében 42%, Torontál vármegyében 48%, a Szepességben 37% és Fátrában 31%.[forrás?]
A XIX. század második felében kb. 18.000 kertészettel foglalkozó bolgár települt be Magyarországra. Archiválva 2015. november 23-i dátummal a Wayback Machine-ben
1906-ban a magyar parlament elfogadta az ún. Lex Apponyit, amely – többek között – előírta, hogy a nemzetiségi iskolák tanítóinak 4 éven belül meg kell tanulniuk magyarul, tanítványaiknak a 4. osztály befejezése után írásban és szóban ki kell tudniuk fejezni magukat.
Az 1910-es népszámlálás adatai szerint 2 037 000 német volt, de 1899-től 1913-ig 232 591 német vándorolt ki Magyarországról a tengerentúlra.
Az 1910-es népszámlálás adatai szerint a Magyar Királyság legnagyobb nemzetiségeinek százalékos megoszlása a következő volt (a zsidókat csak a vallási megoszlásnál tüntették fel, ezért a nemzetiségek között itt a magyarok részét képezik):

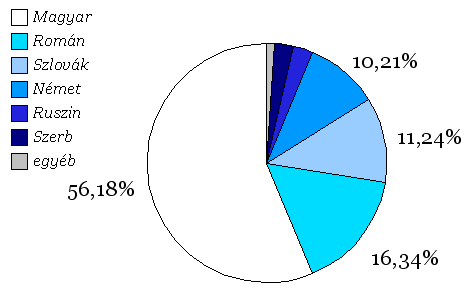
Nemzetiségi megoszlás 1910-ben

Összlakosság (Horvátország nélkül): 18 264 533 fő.
- Magyar 55%
- Román 16%
- Szlovák 11%
- Német 10%
- Ruszin 2,5%
- Szerb 2,5%
- Horvát 1,5%
- Cigány 0,6%

## 1918-tól napjainkig

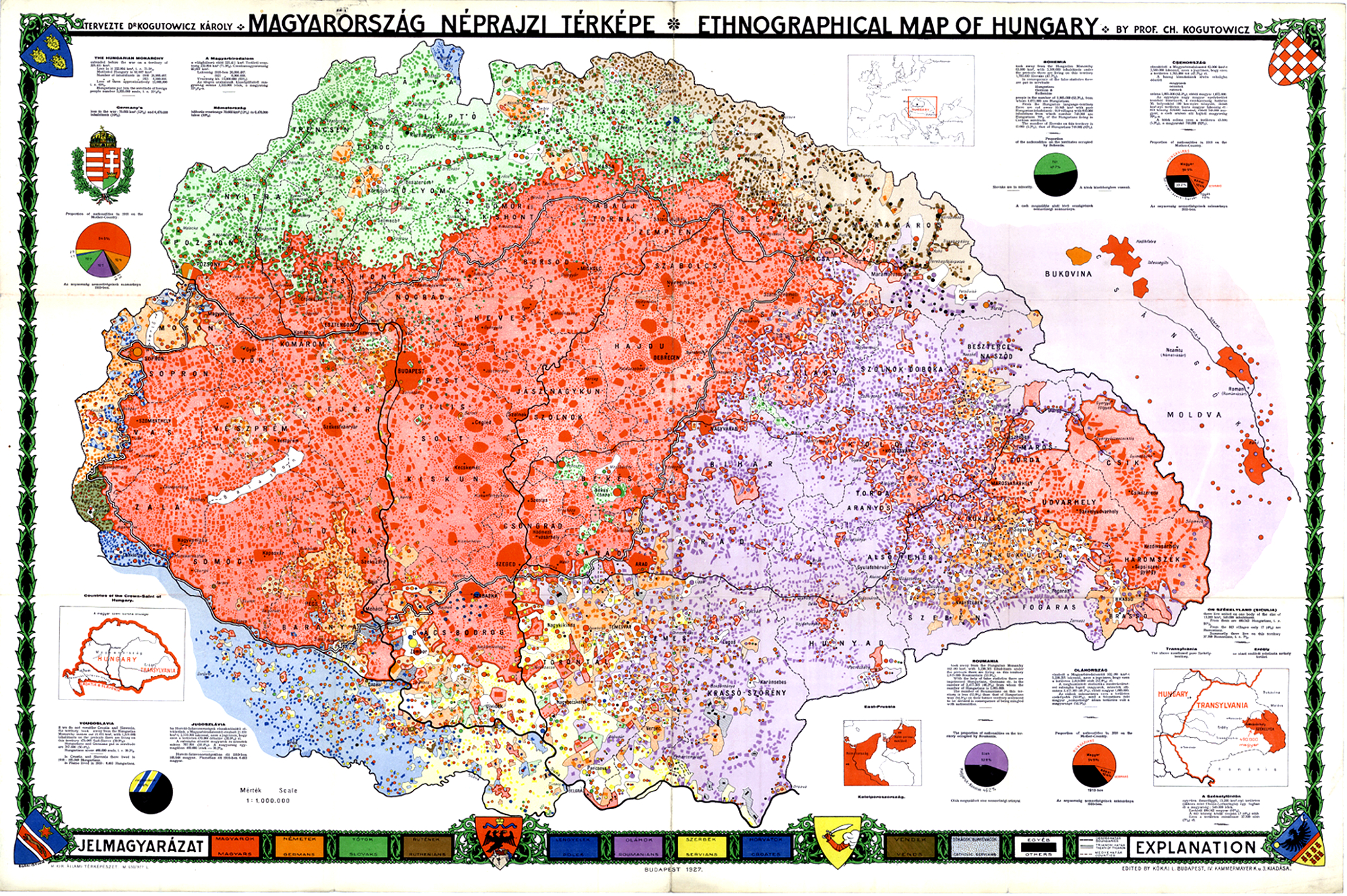
Magyarország Néprajzi Térképe, 1927

- 1919 január 8.: Az erdélyi szászok a román királysághoz való csatlakozás mellett döntöttek. 1919. január 29.: Törvény a magyarországi németek önrendelkezési jogának gyakorlásáról. Febr. 3.: Junker Jánost kinevezik német miniszternek.
- 1919. március 21.: A magyar Tanácsköztársaság kikiáltása. 1919. augusztus 6.: A tanácsköztársaság bukása;
- 1920. június 4.: trianoni békeszerződés
- 1939: Hitler nyilvánosságra hozza tervét a kis népi német csoportok átköltöztetéséről a meghódított lengyel területekre.
- 1944. április 5-én jóváhagyták a magyar zsidótörvényeket. Május 15-étől a magyar zsidókat – a budapestieket kivéve – gettókba költöztették. Utána – részben gyalog – német koncentrációs táborokba vitték őket. A szovjet csapatok előrenyomulása ősszel kiváltotta a dél-magyarországi németek menekülését. December közepétől a Volksbund a Dunántúlról evakuálta a magyarországi németeket. Decemberben a magyar helyhatóságok is felhívják a lakosságot a Németországba való átköltözésre. Ekkor a magyarországi németek 5-10%-a hagyta el a hazáját. A magyarok az evakuáltak számát 20 000-re becsülték, de közülük sokan már a következő tavasszal Ausztriából visszatértek. 1948-ban Ausztriában még 12 800 magyarországi németet számláltak, akik a front elől menekültek oda.

A magyarországi szovjet katonai parancsnokság december 22-én 0060. sz. parancsában elrendelte a magyarországi németek és a német családnevűek deportálását.
1945. január első napjaiban megkezdődött a 17-45 éves német férfiak és a 15-35-éves német nők elhurcolása a Szovjetunióba. Február végéig kb. 60 000-65 000 magyar állampolgárt hurcoltak el kényszermunkára. Közülük a nehéz munkától és a rossz ellátás miatt sokan meghaltak, a túlélők évekkel később hazatértek.
1945. májusban megkezdődött a magyarországi németek gyűjtőtáborokba való internálása (pld. Lengyelben, Komáromban stb.). 1945. december 29-én tették közzé a magyarországi németek kényszer kitelepítéséről szóló rendeletet.
1946: a magyarországi németek kényszer-kitelepítésének kezdete: Január 19-én budaörsiekkel útnak indul az első szerelvény Németország nyugati övezeteibe. Budaörsről összesen 5788 személyt telepítettek ki. Júniustól novemberig leállították a magyarországi németek kitelepítését. A kitelepítettek száma nyugatnémet adatok szerint 170 000, magyar adatok szerint 185 000-200.000. További 50 000-et 1948 júniusáig a kelet-német szovjet övezetbe telepítettek ki. A legfőbb felvevő tartományok Baden-Württemberg, Bajorország és Hessen voltak, ahol máig a legtöbb magyarországi német él. Ausztriában 20 000 magyarországi német kitelepítettet vettek fel.
1947. párizsi béke: február 10-én békeszerződés a szövetségesek és Magyarország között: Magyarország köteles állampolgárainak – nemzetiségi hovatartozásra való tekintet nélkül – az emberi jogokat és az alapvető szabadságjogokat biztosítani. A magyar kormány április 4-i 4300/1947 sz. törvénye a magyarországi németek lakóhelyeiken belüli kiköltöztetéséről, hogy helyet biztosítson a Szlovákiából áttelepítendő magyaroknak. (1946. februári szerződés Magyarország és Csehszlovákia közötti népességcseréről]
Április 10-én kezdődik az áttelepítés. Augusztus 19-től az év végéig tartott a magyarországi németek kényszer-kitelepítésének 2. szakasza, de ezúttal már csak a szovjet övezetbe [Kitelepítési szerelvények Németország szovjet övezetébe]. Az augusztus 31-i parlamenti választás előtt megvonták az összes magyarországi némettől a választójogot.
1948. április 10-én véget ért a népcsereakció Csehszlovákiával: 68 407 kényszeráttelepült és 6 000 menekült felvidéki magyar lett a német falvakban letelepítve. 73 273 szlovák hagyta el – legtöbb esetben önként – Magyarországot. Júniusban indult az utolsó szerelvény magyarországi németekkel a Baranya vármegyei Lánycsókból Németország szovjet övezetébe. Június 15-én végképp leállították a magyarországi németek kitelepítését [Kitelepítési szerelvények a későbbi NDK-ba]. Mivel a magyarországi németek fele otthon maradhatott, nagy lakáshiány volt a községekben. A különböző népcsoportok között a torzsalkodások napirenden voltak.
1949. január 1.: Első népszámlálás 1941 óta; Eszerint már csak 22 455 német, 14 713 román, 30 054 délszláv, 25 988 szlovák élt Magyarországon. Augusztus 20-án Magyarország népköztársaság lett, azaz a kommunisták átvették a hatalmat: A magyar minisztertanács szeptember 24-én kiadott 4248/1949 sz. törvényével befejezettnek nyilvánította a magyarországi németek kitelepítését.
- 1960 A magyarországi németek hivatalos száma 50 765 (német anyanyelvű), ebből 8640 még német nemzetiségűnek is vallotta magát.

1951-től 1964-ig 5950 magyarországi német települt ki a Németországi Szövetségi Köztársaságba, ezek közül 3400 személy 1957 és 1958-ban.
- 1965 óta 6100 kitelepülő ment Magyarországról a Németországi Szövetségi Köztársaságba.
- 1993. július 7-én életbe lépett a LXXVII sz. törvény „A Magyar Köztársaság területén élő nemzetiségi és etnikai kisebbségek jogairól“ (röviden „nemzetiségi törvény”).

1980–1999 között 9424 kitelepülő Magyarországról a Németországi Szövetségi Köztársaságba.
1950–2000 között 21 400 magyarországi német települt ki Németországba.
Annak ellenére, hogy a magyarországi németek számát statisztikailag nehéz megállapítani, abból indulhatunk ki, hogy a számuk még mindig meghaladja a 400 000-t. Közülük legalább 220 000 az óhazában (Magyarországon) él. Egyedül Budapesten kb. 50 000 él. Baden-Württembergben ma 120 000 magyarországi német él. A 90-es évek végétől Magyarországon sok községben német kisebbségi önkormányzatok vannak.
- A görög kommunisták befogadása (1956-57; lásd még: Beloiannisz)
- A chilei menekültek befogadása (1973–1974)
- Az erdélyi menekültek befogadása (1980-as évek második fele)
- Csatlakozás az 1951. évi genfi Menekültügyi Konvencióhoz (1991)